# Kup Maršala Tita 1980-1981
La Kup Maršala Tita 1980-1981 fu la 33ª edizione della Coppa di Jugoslavia. Migliaia di squadre parteciparono alle qualificazioni che portarono alle 32 che presero parte alla coppa vera e propria.
Il detentore era la Dinamo Zagabria, che in questa edizione uscì agli ottavi di finale.
Il trofeo fu vinto dal Velež Mostar, prima squadra della SR Bosnia ed Erzegovina a riuscirci, battendo in finale un'altra squadra bosniaca, lo Željezničar. Fu l'unica occasione che la finale fu un derby della Bosnia Erzegovina.

Il successo diede al Velež l'accesso alla Coppa delle Coppe 1981-1982.
La Stella Rossa, vincitrice del campionato, venne eliminata agli ottavi di finale.
Sorpresa del torneo furono Bregalnica Štip ed Orijent, due compagini di terza divisione capaci di raggiungere i quarti di finale.

## Qualificazioni
```
Queste due partite disputate dal 
Orijent
:
[
3
]

Orijent - GOŠK Jug                  4-1
Orijent - 
Croazia Zurigo
            6-0

Il 
NK Croatia Zürich
, è una squadra di 
Zurigo
 composta da emigranti croati (in 
serbo
 "Kroacija Cirih", in 
italiano
 "Croazia Zurigo").
[
4
]
```

```
Queste due delle partite della Coppa di 
Voivodina
 del 
Proleter Zrenjanin
.
[
5
]

Proleter - Novi Sad                 1-1 
(Proleter vince dopo i 
tiri di rigore
)

OFK Kikinda - Proleter              0-0 
(Proleter vince dopo i 
tiri di rigore
)
```

## Squadre qualificate
Le 18 partecipanti della Prva Liga 1979-1980 sono qualificate di diritto. Le altre 14 squadre (in giallo) sono passate attraverso le qualificazioni.

### Calendario
| Turno                | Gare        | Date             | Numero gare | Riduzione squadre |
| -------------------- | ----------- | ---------------- | ----------- | ----------------- |
| Sedicesimi di finale | Gara unica  | 15 ottobre 1980  | 16          | 32 → 16           |
| Ottavi di finale     | Gara unica  | 19 novembre 1980 | 8           | 16 → 8            |
| Quarti di finale     | Gara unica  | 22 febbraio 1981 | 4           | 8 → 4             |
| Semifinali           | Gara unica  | 1º aprile 1981   | 2           | 4 → 2             |
| Finale               | Da definire | 24 maggio 1981   | 1           | 2 → 1             |

In finale, dal 1969 al 1986, vigeva la regola che:
- Se fossero giunte due squadre da fuori Belgrado, la finale si sarebbe disputata in gara unica nella capitale.
- Se vi fosse giunta una squadra di Belgrado, la finale si sarebbe disputata in due gare, con il ritorno nella capitale.
- Se vi fossero giunte due squadre di Belgrado, si sarebbe sorteggiato in quale stadio disputare la gara unica.
- La finale a Belgrado si sarebbe disputata il 24 maggio, in concomitanza con la festa per la Giornata della Gioventù (25 maggio).

## Sedicesimi di finale
| Squadra 1             | Risultato       | Squadra 2                |                                                        |
| --------------------- | --------------- | ------------------------ | ------------------------------------------------------ |
| 15 ottobre 1980       | 15 ottobre 1980 | 15 ottobre 1980          | Marcatori                                              |
| (3) Bregalnica Štip   | 1 – 0           | Šumadija Aranđelovac (3) | Eftimov rig.                                           |
| (1) Budućnost         | 4 – 0           | Hajduk Spalato (1)       | Batrović 2, Radinović, Bakrač                          |
| (2) Čelik Zenica      | 1 – 2           | Sutjeska (2)             | Đorđić rig. (Č); Medin, Bakrač (S)                     |
| (1) Stella Rossa      | 4 – 1           | Osijek (2)               | Borovnica 2, B.Đurovski, Blagojević (SR); Hukić (O)    |
| (2) Dinamo Vinkovci   | 2 – 1           | Vardar (1)               | Rajović rig., N.Lušić (D); Velkovski (V)               |
| (1) Dinamo Zagabria   | 2 – 1           | Vojvodina (1)            | Bogdan, Deverić (D); Vujadinović (V)                   |
| (1) Napredak Kruševac | 2 – 1           | Sarajevo (1)             | N.Kostić, Čop (N); Ferhatović rig. (S)                 |
| (1) NK Zagabria       | 1 – 2           | Orijent (3)              | Mustać aut. (Z); Nikolić, Lakić (O)                    |
| (1) Olimpia Lubiana   | 2 – 1           | Jedinstvo Bihać (2)      | Hasanbašić, J.Voljč (O); Zubović (J)                   |
| (1) Partizan          | 2 – 2 (6-4 dtr) | Rijeka (1)               | Trifunović, Klinčarski (P); Fegic 2 (R)                |
| (2) Priština          | 1 – 2           | OFK Belgrado (1)         | Rajčevski (P); Starčević, Milenković (O)               |
| (1) Radnički Niš      | 2 – 0           | Borac Čapljina (3)       | Mitošević, Halilović                                   |
| (2) Rudar Velenje     | 1 – 2           | Željezničar (1)          | Trninić (R); Bahtić 2 (Ž)                              |
| (2) Sloboda Užice     | 1 – 1 (4-1 dtr) | Proleter Zrenjanin (2)   | Stevanović (S); Tošić (P)                              |
| (1) Sloboda Tuzla     | 5 – 0           | Dinamo Pančevo (3)       | Sarajlić 2, Mehinović, Miljanović, Ibrić               |
| (1) Velež Mostar      | 3 – 2           | Borac Banja Luka (1)     | Halilhodžić, Međedović, Skočajić (V); Kreso, Kotur (B) |

## Ottavi di finale
La partita Sutjeska–Velež, disputata a Cattaro poiché il campo di Nikšić era squalificato, è stata interrotta al 15º minuto: il giocatore del Sutjeska Miodrag Krivokapić, insoddisfatto di una decisione dell'arbitro Trajče Madžoski di Prilep, lo ha colpito intenzionalmente con la palla. Inevitabile lo 0–3 a favore del Velež da parte del giudice sportivo.
| Squadra 1           | Risultato        | Squadra 2             |                                              |
| ------------------- | ---------------- | --------------------- | -------------------------------------------- |
| 19 novembre 1980    | 19 novembre 1980 | 19 novembre 1980      | Marcatori                                    |
| (3) Bregalnica Štip | 1 – 0            | Olimpia Lubiana (1)   | Eftimov rig.                                 |
| (1) Budućnost       | 2 – 1            | Stella Rossa (1)      | Radinović, Radonjić (B); Borovnica (SR)      |
| (3) Orijent         | 1 – 0            | OFK Belgrado (1)      | Nikolić                                      |
| (1) Partizan        | 5 – 0            | Napredak Kruševac (1) | Klinčarski 2, Trifunović, Stojković, Vukotić |
| (1) Radnički Niš    | 2 – 1            | Dinamo Zagabria (1)   | Mitošević, Antić (R); A.Kovačević (D)        |
| (1) Sloboda Tuzla   | 3 – 0            | Dinamo Vinkovci (2)   | Kovačević 2, Tomić                           |
| (2) Sutjeska        | 0 – 3            | Velež Mostar (1)      |                                              |
| (1) Željezničar     | 1 – 0            | Sloboda Užice (2)     | Saračević                                    |

## Quarti di finale
| Squadra 1        | Risultato        | Squadra 2           |                    |
| ---------------- | ---------------- | ------------------- | ------------------ |
| 22 febbraio 1981 | 22 febbraio 1981 | 22 febbraio 1981    | Marcatori          |
| (3) Orijent      | 0 – 0 (2-4 dtr)  | Budućnost (1)       |                    |
| (1) Partizan     | 2 – 0            | Sloboda Tuzla (1)   | Varga, Đelmaš      |
| (1) Velež Mostar | 2 – 0            | Bregalnica Štip (3) | Halilhodžić, Okuka |
| (1) Željezničar  | 1 – 0            | Radnički Niš (1)    | Komšić rig.        |

## Semifinali
| Squadra 1        | Risultato      | Squadra 2      |                                  |
| ---------------- | -------------- | -------------- | -------------------------------- |
| 1º aprile 1981   | 1º aprile 1981 | 1º aprile 1981 | Marcatori                        |
| (1) Velež Mostar | 2 – 1          | Budućnost (1)  | Halilhodžić 2 (V); Vorotović (B) |
| (1) Željezničar  | 2 – 0          | Partizan (1)   | R.Paprica, Grabo                 |

## Finale
| Arbitro: | Milorad Vlajić (Belgrado) |

|                               |           |                                  |
| Halilhodžić 55’ 58’ Okuka 80’ | Marcatori | 36’ (rig.) 62’ (rig.) Baždarević |

| Velež | Željezničar |

|                   |    |                      |  |          |
|                   |    |                      |  |          |
| P                 | 1  | Enver Marić          |  |          |
| C                 | 2  | Avdo Kalajdžić       |  |          |
| D                 | 3  | Aleksandar Mičić     |  | Uscita   |
| D                 | 4  | Dubravko Ledić       |  |          |
| D                 | 5  | Vladimir Matijević   |  |          |
| D                 | 6  | Veselin Đurasović    |  |          |
| A                 | 7  | Dragomir Okuka       |  |          |
| C                 | 8  | Blaž Slišković       |  |          |
| A                 | 9  | Vahid Halilhodžić    |  |          |
| C                 | 10 | Adnan Međedović      |  |          |
| A                 | 11 | Vladimir Skočajić    |  |          |
| A disposizione:   |    |                      |  |          |
| C                 | ?  | Anel Karabeg         |  |          |
| C                 | ?  | Momčilo Vukoje       |  | Ingresso |
| C                 | ?  | Mirsad Mulahasanović |  |          |
| Allenatore:       |    |                      |  |          |
| Miloš Milutinović |    |                      |  |          |

|                 |    |                    |  |          |
|                 |    |                    |  |          |
| P               | 1  | Slavko Njeguš      |  |          |
| C               | 2  | Branislav Berjan   |  |          |
| A               | 3  | Vlado Komšić       |  |          |
| D               | 4  | Ivan Lušić         |  |          |
| D               | 5  | Hajrudin Saračević |  |          |
| D               | 6  | Josip Čilić        |  |          |
| D               | 7  | Edin Bahtić        |  |          |
| C               | 8  | Milomir Odović     |  | Uscita   |
| C               | 9  | Rade Paprica       |  |          |
| A               | 10 | Mehmed Baždarević  |  |          |
| A               | 11 | Nikola Nikić       |  | Uscita   |
| A disposizione: |    |                    |  |          |
| C               | ?  | Dragomir Vlaški    |  | Ingresso |
| C               | ?  | Anto Grabo         |  | Ingresso |
| Allenatore:     |    |                    |  |          |
| Ivica Osim      |    |                    |  |          |